# Epeolus variolosus
Epeolus variolosus är en biart som först beskrevs av Holmberg 1886.  Epeolus variolosus ingår i släktet filtbin, och familjen långtungebin. Inga underarter finns listade i Catalogue of Life.